# Cardwell, Queensland
Cardwell är en ort i Australien. Den ligger i kommunen Cassowary Coast och delstaten Queensland, omkring 1 200 kilometer nordväst om delstatshuvudstaden Brisbane. Cardwell ligger 8 meter över havet och antalet invånare är 1 250.
Runt Cardwell är det mycket glesbefolkat, med 4 invånare per kvadratkilometer.. 
I omgivningarna runt Cardwell växer i huvudsak städsegrön lövskog.  Genomsnittlig årsnederbörd är 1 995 millimeter. Den regnigaste månaden är februari, med i genomsnitt 509 mm nederbörd, och den torraste är augusti, med 20 mm nederbörd.